# Anzia pustulata
Anzia pustulata är en lavart som beskrevs av Yoshim. Anzia pustulata ingår i släktet Anzia och familjen Parmeliaceae.   Inga underarter finns listade i Catalogue of Life.